# ALSOK埼玉
ALSOK埼玉は、埼玉県の警備会社。

## 概要
埼玉県内における常駐警備を受け持つALSOK連盟会社として綜合警備保障により分社した同じ連盟会社であるALSOK東京から独立した会社である。
主な契約先としてさいたまスーパーアリーナ コクーンシティなどがある。
一部東京都内の物件もある。

## 沿革
1989年4月に設立。